# Staroangličtina
Stará angličtina či anglosaština (Englisc) je vývojová fáze angličtiny, která se užívala v Anglii a jižní části Skotska v 5.–12. století. Není v současné době používána, byť v ní, podobně jako v jiných mrtvých jazycích (např. latina) existuje verze Wikipedie, tvořená několika nadšenci.
Od dnešní angličtiny se liší natolik výrazně, že obě vývojové fáze si jsou vzájemně téměř nesrozumitelné. Byla pod velkým vlivem staroseverštiny (ze strany vikingů), latiny (ze strany křesťanského duchovenstva) a keltských jazyků (ze strany původních keltských obyvatel Britských ostrovů – Britonů) a její vývoj úzce souvisel s vývojem němčiny a nizozemštiny. Základy staré angličtiny vychází z pragermánštiny a západogermánských jazyků.
Jazyk nebyl ve své době pevně kodifikovaný, měl čtyři dialekty (mercijský, northumbrijský – ten byl nejrozšířenější a literárně nejrozvinutější, kentský, západosaský). Ve staroanglickém jazyce byla psána velmi rozvinutá literatura, která svou úrovní dokonce převyšovala kontinentální produkci – k nejznámějším dochovaným dílům patří epos Beowulf a Exeter Book.
Anglosaština byla původně psána anglosaským futhorkem, později v souvislosti s přijetím křesťanství Anglosasy přešla na latinku (se zachováním futhorkových znaků ð/þ v platnosti moderního anglického th a ƿ v platnosti moderního anglického w, kteréžto znaky byly pro zápis staré angličtiny nezbytné).
Stará angličtina se od dnešní angličtiny velmi výrazně liší, na první pohled jazyky nemají společného vůbec nic. Stará angličtina měla podstatně složitější gramatiku než angličtina moderní (šlo o flektivní jazyk, zůstalo rozlišení sloves na silná a slabá, složité skloňování). Stejně tak slovní zásoba se velmi liší od té moderní – ta je totiž silně ovlivněna francouzštinou.
Za starou angličtinu se někdy v češtině označuje jakákoli archaická varianta angličtiny, ať již jde o střední angličtinu, nebo jakoukoli jinou vývojovou fázi.

## Příklady

### Číslovky
| Staroanglicky  | Česky |
| ān, ᚪᚾ         | jedna |
| twā, ᛏᚹᚪ       | dva   |
| þrī, ᚦᚱᛁ       | tři   |
| feowēr, ᚠᛖᚪᚹᛖᚱ | čtyři |
| fif, ᚠᛁᚠ       | pět   |
| sex, ᛋᛖᛉ       | šest  |
| seofon, ᛋᛖᚩᚠᚩᛅ | sedm  |
| eahta, ᛉᚻᛏᚪ    | osm   |
| nigon, ᚾᛁᚷᚩᚾ   | devět |
| tīen, ᛏᛁᛖᚾ     | deset |

## Vzorový text
Hwæt: We gar-dena in geardagum
þeodcyninga þrym gefrunon.
Hu ða æþlingas ellen fremedon!
Oft Scyld Scefing sceaþena þreatum
monegum mægþum meodosetla ofteah,
egsode eorl, syððan ærest wearð
feasceaft funden. He þæs frofre gebad,
weox under wolcnum, weorðmyndum þah,
oð þæt him æghwyle þara ymbsittendra
ofer hronrade hyran scolde.
Otčenáš:
Fæder ure þu þe eart on heofonum, Si þin nama gehalgod. To becume þin rice, gewurþe ðin willa, on eorðan swa swa on heofonum. Urne gedæghwamlican hlaf syle us todæg, and forgyf us ure gyltas, swa swa we forgyfað urum gyltendum. And ne gelæd þu us on costnunge, ac alys us of yfele. Soþlice.

### Všeobecná deklarace lidských práv
| staroanglicky | Ealle menn sindon āre and rihtes efen ġeboren, and frēo. Him sindon ġiefeþe ġerād and inġehyġd, and hī sċulon dōn tō ōþrum on brōþorsċipes fēore. |
| česky         | Všichni lidé se rodí svobodní a sobě rovní co do důstojnosti a práv. Jsou nadáni rozumem a svědomím a mají spolu jednat v duchu bratrství.        |